# The Documentary 2
The Documentary 2 è l'ottavo album in studio del rapper statunitense The Game, pubblicato nel 2015.
Si tratta di un doppio album venduto però separatamente. Il primo disco è uscito il 9 ottobre 2015, il secondo disco il 16 ottobre seguente.

## Tracce

### Disco 1
1. Intro – 0:58
2. On Me (featuring Kendrick Lamar) – 4:45
3. Step Up (featuring Dej Loaf & Sha Sha) – 2:47
4. Don't Trip (featuring Ice Cube, Dr. Dre & will.i.am) – 4:59
5. Standing on Ferraris (featuring Diddy) – 4:11
6. Dollar and a Dream (featuring Ab-Soul) – 5:52
7. Made in America (featuring Mvrcus Blvck) – 3:14
8. Hashtag (featuring Jelly Roll) – 2:59
9. Circles (featuring Q-Tip, Eric Bellinger & Sha Sha) – 4:11
10. Uncle Skit – 2:04
11. Dedicated (featuring Future) – 5:45
12. Bitch You Ain't Shit – 3:05
13. Summertime (featuring Jelly Roll) – 3:43
14. Mula (featuring Kanye West) – 3:55
15. The Documentary 2 – 4:38
16. New York, New York – 2:21
17. 100 (featuring Drake) – 5:34
18. Just Another Day – 3:50
19. LA (featuring Snoop Dogg, will.i.am & Fergie) – 5:27

### Disco 2
1. New York Skit – 2:34
2. Magnus Carlsen (featuring Anderson .Paak) – 5:29
3. Crenshaw / 80s and Cocaine (featuring Anderson .Paak & Sonyae) – 4:35
4. Gang Bang Anyway (featuring Jay Rock & Schoolboy Q) – 5:05
5. The Ghetto (featuring Nas & will.i.am) – 6:01
6. From Adam (featuring Lil Wayne) – 3:45
7. Gang Related (featuring Asia Bryant) – 4:09
8. Last Time You Seen (featuring Scarface & Stacy Barthe) – 3:50
9. Intoxicated (featuring Deion) – 3:04
10. Quiks Groove (featuring DJ Quik, Sevyn Streeter & Micah) – 5:41
11. Outside – 4:00
12. Up on the Wall (featuring Problem, Ty Dolla $ign & YG) – 5:05
13. Sex Skit – 2:51
14. My Flag / Da Homies (featuring Ty Dolla $ign, Jay305, AD, Mitchy Slick, Joe Moses, RJ & Skeme) – 6:37
15. Moment of Violence (featuring King Mez, Justus & Jon Connor) – 3:22
16. Like Father, Like Son 2 (featuring Busta Rhymes) – 4:44
17. Life – 2:58